# Durio ceylanicus
Durio ceylanicus là một loài thực vật có hoa thuộc họ Malvaceae. Nó chỉ được tìm thấy ở Sri Lanka. Quả không ăn được và không có mùi hôi.